# Elli Tompuri

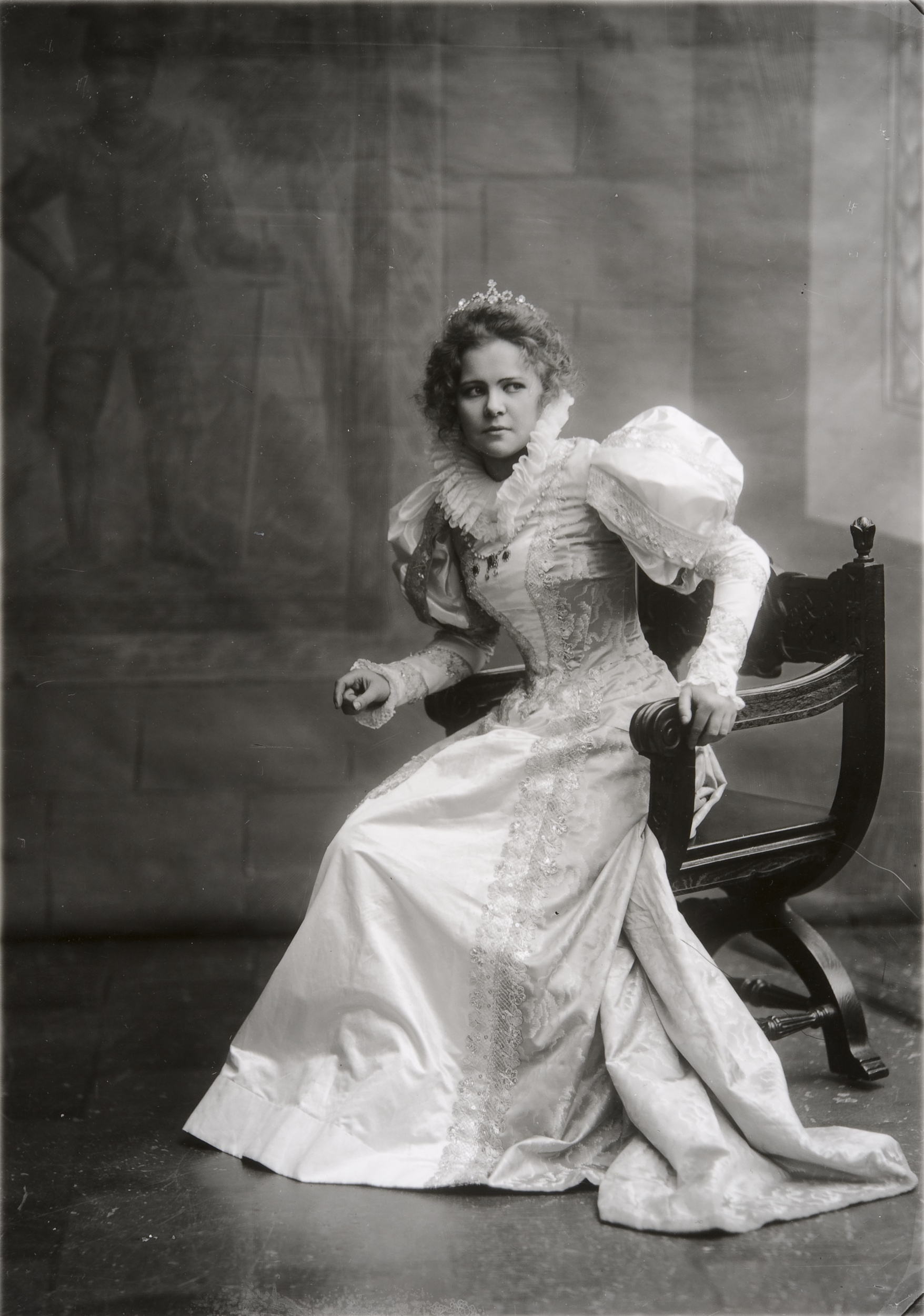
Elli Tompuri.

Ellen (Elli) Tompuri, född 20 januari 1880 i Veckelax, död 4 februari 1962 i Helsingfors, var en finländsk skådespelare. 
Tompuri avlade studentexamen på svenska 1898, men utbildade sig för den finska scenen och började sin bana på Kaarlo Bergboms Finska teatern 1900–1902; debuterade där som Minna Canths Anna Liisa. Hon var 1903–1904 engagerad vid Svenska Teatern och 1904–1905 chef för Tammerfors teater samt uppträdde 1905–1906 på Finlands nationalteater. 
Tompuri fick därefter engagemang vid Lessingteatern och vid Kleines Theater i Berlin 1908–1910 och uppträdde där i stora roller. Efter hemkomsten verkade hon som fri konstnär och bildade en egen teatertrupp, som gästade många orter. Hon var djärv nog att sätta upp Hamlet och själv spela danaprinsen. I Helsingfors hyrde hon Finlands nationalteater för en kväll och gästspelade där också senare med en hel ensemble, eller gjorde enskilda gästroller, till exempel sina bravurroller, Kirsti Fleming i Elinan surma, Kameliadamen och Nora i Ett dockhem, en soloprestation med utstuderat artisteri. År 1919 grundade hon en egen teater, Vapaa näyttämö, som spelade på Apolloteatern. 
Tompuri ansågs vara excentrisk, men hon var en rikt bildad och intelligent personlighet, som under åren mellan världskrigen inte tvekade att uppträda till de demokratiska värdenas försvar. Hon hade en inflytelserik ställning inom konstnärliga och litterära kretsar (till exempel kretsen kring tidskriften Euterpe), och inspirerade skalder såsom Eino Leino, Bertel Gripenberg och Hjalmar Procopé. Hon förblev hela sitt liv den stora divan med en nimbus kring sin gestalt. Hon utgav sina fängslande memoarer i åtta band, från Minun tieni (1942) till Keisarin kaupungista Rooman tielle (1954). Utifrån memoarerna utarbetades verket Myrskylinnun tie, som utkom 1980 (redaktörer: Ritva Heikkilä och Marianna Laurson). Tompuri tilldelades Pro Finlandia-medaljen 1961.